# Lista de membros titulares da Academia Brasileira de Ciências empossados em 1970
Esta lista contém os nomes dos membros titulares da Academia Brasileira de Ciências empossados em 1970.
| Imagem | Nome                       | Datas de nascimento e falecimento        | Local de nascimento | Área de especialização | Alma mater | Data de posse         | Conhecido por                                          | Referências |
| ------ | -------------------------- | ---------------------------------------- | ------------------- | ---------------------- | ---------- | --------------------- | ------------------------------------------------------ | ----------- |
|        | Jacob Palis Junior         | 15 de março de 1940                      | Uberaba, MG         | Ciências Matemáticas   | UFRJ       | 20 de janeiro de 1970 | Prêmio Balzan Vigésimo presidente da ABC (2007 - 2016) |             |
|        | Manfredo Perdigão do Carmo | 15 de agosto de 1928 30 de abril de 2018 | Maceió, AL          | Ciências Matemáticas   | UFPE       | 20 de janeiro de 1970 |                                                        |             |
|        | Umberto Giuseppe Cordani   | 17 de maio de 1938                       | Itália              | Ciências da Terra      | USP        | 20 de janeiro de 1970 |                                                        |             |